# Maurice Béjart
Pour les articles homonymes, voir Béjart, Maurice Berger et Berger (homonymie).
Maurice Béjart, nom de scène de Maurice-Jean Berger, né le 1er janvier 1927 à Marseille (France) et mort le 22 novembre 2007 à Lausanne (Suisse), est un danseur et chorégraphe franco-suisse.
Fondateur et directeur de la compagnie Ballet du xxe siècle créée en 1960 à Bruxelles (puis transférée à Lausanne), Maurice Béjart est considéré comme l'un des principaux et des plus novateurs chorégraphes de danse moderne développant son langage chorégraphique tant sur les bases de la danse académique que sur les courants néoclassiques. Il mêle les univers musicaux, lyriques, théâtraux et chorégraphiques, mettant en valeur les qualités individuelles de ses solistes au sein de mouvements d'ensemble. Même s'il a eu beaucoup de détracteurs, dont ses pairs qui le jugeaient trop classique ou tout du moins lui reprochaient de s'être arrêté dans ses recherches chorégraphiques pour satisfaire le plus grand nombre, il a néanmoins énormément contribué à la promotion de la danse moderne en France et en Belgique dans les années 1970, notamment grâce aux générations de chorégraphes qu'il a formées à l'École Mudra.
Il a été membre de l'Académie des beaux-arts française (section des membres libres) de 1994 jusqu'à sa mort.

## Biographie

### Famille et formation
Maurice Jean Berger est le fils du philosophe Gaston Berger. Sa mère meurt lorsqu'il a sept ans. Il prend alors des cours de danse sur les conseils d'un médecin pour se fortifier et rêve de devenir torero. Il fait parallèlement ses études secondaires et universitaires et obtient une licence de philosophie.
Après avoir assisté à un récital de Serge Lifar, il décide de se consacrer entièrement à la danse. Il entre à quatorze ans à l'Opéra de Marseille puis part en 1946 à Paris où il suit les cours de Lioubov Iegorova, de Rousanne Sarkissian au Studio Wacker et de Léo Staats. Il commence sa carrière de danseur à Vichy en 1946 et la poursuit auprès des danseuses Janine Charrat et Yvette Chauviré, puis avec Roland Petit à partir de 1948.
En hommage à Molière, il prend comme pseudonyme celui de l'épouse de ce dernier, Armande Béjart. En 1951, il collabore avec Birgit Cullberg et crée son premier ballet, L’Inconnu, à Stockholm, puis règle L'Oiseau de feu. En 1955, il crée Symphonie pour un homme seul sur une musique de Pierre Henry et Pierre Schaeffer, avec sa première compagnie fondée en 1953, les Ballets de l'Étoile, qui lui vaut les honneurs de la presse et du public.

### La Belgique, le Ballet duXXesiècleet l'école Mudra
En 1959, n'obtenant pas l'aide de l'État français pour établir sa troupe dans un théâtre, Maurice Béjart quitte la France pour la Belgique où il travaillera durant vingt-sept ans. À la demande de Maurice Huisman, alors directeur du Théâtre royal de la Monnaie, il crée en 1959 à Bruxelles sa plus célèbre chorégraphie, Le Sacre du printemps. Le contrat temporaire qui lie Béjart à La Monnaie va se transformer en un contrat de plusieurs années et entraîner la naissance du Ballet du XXe siècle en 1960. Maurice Béjart va parcourir le monde entier avec celui-ci et initier un vaste public de néophytes à la danse moderne.
L'année même de la création de la compagnie, Béjart monte avec la danseuse Duška Sifnios le Boléro de Maurice Ravel qui devient une de ses chorégraphies emblématiques. Après Tania Bari, Suzanne Farrell, Louba Dobrievic, Anouchka Babkine, Angèle Albrecht et Shonach Mirk, Jorge Donn reprendra le rôle, qui sera alors dansé indifféremment par un homme ou par une femme.
Dans les années 1960-1961, Maurice Béjart propose la création à Bruxelles, dans le cadre du Théâtre de la Monnaie et dans le prolongement du Conservatoire de danse, d'une école de danse pour les petits rats, intégrant, outre les cours de danse, la formation scolaire obligatoire et une éducation artistique. Ce projet n'aboutira pas; plusieurs années plus tard, des options danse sont ajoutées à l'enseignement scolaire traditionnel, ce qui a donné les « humanités chorégraphiques ».
En 1964, Paris l'accueille avec Hector Berlioz pour La Damnation de Faust et deux ans plus tard Roméo et Juliette. En 1967, le Festival d'Avignon s'ouvre à la danse et invite Maurice Béjart et son Ballet du XXe siècle à se produire dans la cour d'honneur du palais des Papes. Béjart et sa troupe présentent une pièce majeure de son répertoire : la Messe pour le temps présent, sur une musique composée par Pierre Henry et Michel Colombier. La pièce est rejouée l'année suivante à Avignon et connaît un énorme succès. 
En 1970, il fonde l'École Mudra à Bruxelles sous la direction artistique de Micha van Hoecke afin de dispenser des cours de danse à des jeunes talents dans cet art. Cet enseignement formera de nombreux danseurs et chorégraphes qui participeront activement à l'essor de la danse contemporaine en Europe. On peut par exemple citer Maguy Marin ou Anne Teresa De Keersmaeker. En 1977, il ouvre l'école Mudra-Afrique à Dakar, honorant ainsi la mémoire de son arrière-grand-mère sénégalaise Fatou Diagne, grand-mère du philosophe métis Gaston Berger, né à Saint-Louis-du-Sénégal.

### Répertoire persan

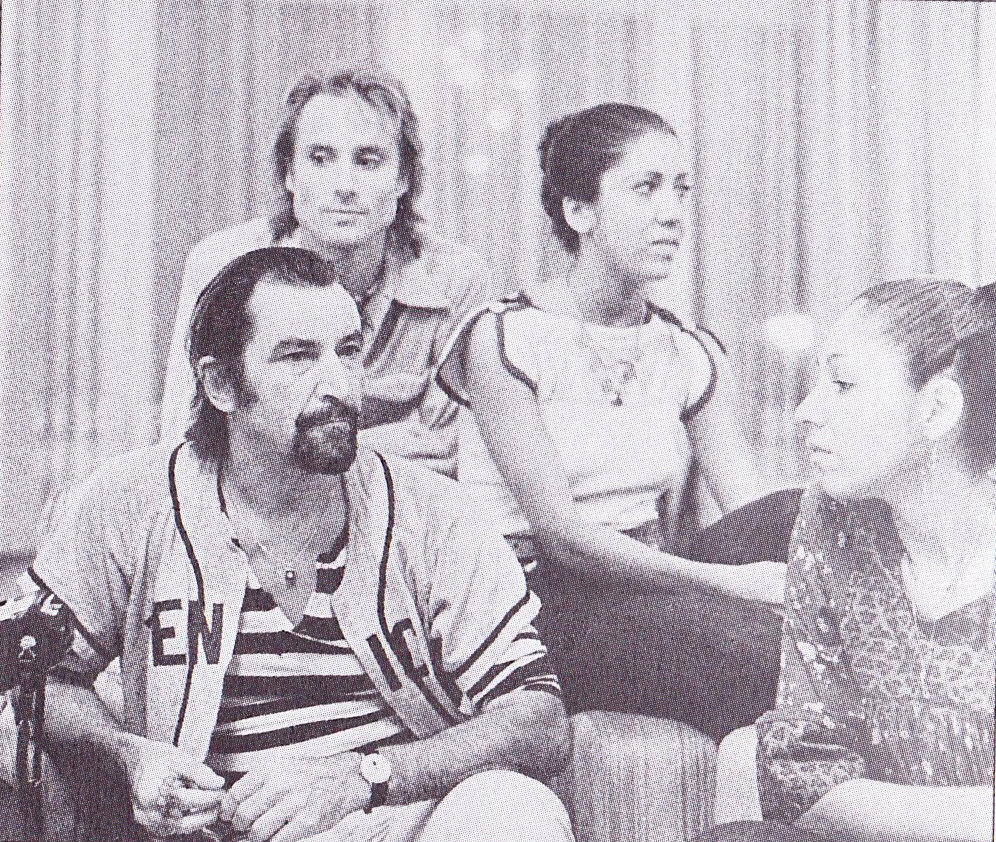
Maurice Béjart à Chiraz en 1971 avec Sussan Deyhim, Tom Crocker et Aida Amir Khanian.

Durant des années 1970, Maurice Béjart s'investit dans le répertoire chorégraphique persan. Ses créations vont dès lors être présentées au Festival des arts de Chiraz-Persépolis et bénéficier du soutien de la Chahbanou Farah Pahlavi. De cette relation avec l'impératrice d'Iran naissent deux créations : Golestan, une commande du Festival créée en 1973, et Farah, une commande du Ballet du XXe siècle créée en 1976 a Bruxelles. Toutes les deux sont basées sur la musique traditionnelle iranienne. Golestan (« La roseraie »), s'inspire du chef-d'œuvre de Saadi, tandis que le second est un hommage à la Shahbanou. Pour la circonstance, Maurice Béjart travaille avec les musiciens iraniens du Centre de préservation et de propagation de musique iranienne, établi par la télévision nationale iranienne.
Influencé par son expérience iranienne, il se rapproche de l'islam chiite à la suite de sa rencontre avec Ostad Elahi et « se convertit » à cette religion en 1973 (il déclarera cependant en 2006 : « Se convertir est un verbe qui ne me convient pas »). Maurice Béjart reconnaît que cette expérience a joué un rôle déterminant dans sa carrière, tant d'un point de vue artistique que spirituel.

### La Suisse, le Béjart Ballet Lausanne et l'école Mudra

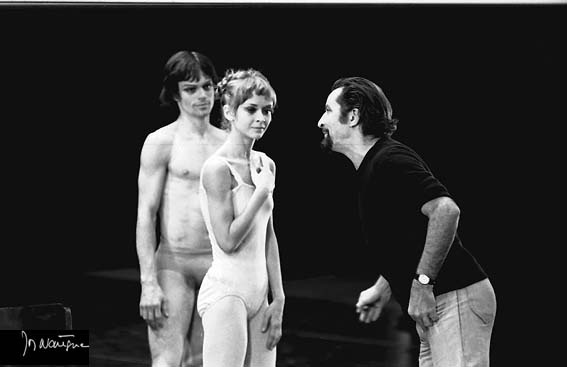
Maurice Béjart en répétition, Pli selon Pli, avec Rita Poelvoorde et Bertrand Pie, Bruxelles 1976.

En 1986, il entre violemment en conflit avec le danseur Rudolf Noureev, alors directeur artistique du ballet de l'Opéra de Paris : le 24 mars, à l'issue de la création de son ballet Arepo, Maurice Béjart, alors chorégraphe invité à l'Opéra de Paris, nomme Manuel Legris et Éric Vu-An danseurs étoiles, sans en avoir le droit. Rudolf Noureev contraint Maurice Béjart à faire marche arrière.
En 1987, au terme d'un conflit ouvert avec le directeur de La Monnaie Gerard Mortier, Béjart, en pleine tournée à Léningrad, décide de quitter Bruxelles. Comme la Fondation Philip Morris lui propose de venir s'installer en Suisse, à Lausanne où celle-ci est établie, Béjart dissout le Ballet du XXe siècle et fonde six semaines plus tard une nouvelle compagnie, le Béjart Ballet Lausanne.
En 1988, par le biais d'une visite officielle à son École Mudra à Bruxelles, puis par une nomination du chorégraphe comme Grand Officier de l'Ordre de la Couronne, le roi Baudouin de Belgique rend encore hommage à la réussite belge du créateur.
Un an après le départ de Maurice Béjart et la disparition du Ballet du XXe siècle, l'École Mudra ferme aussi ses portes. Mais en 1992, l'industriel Philippe Braunschweig (fondateur du prix de Lausanne) et la Fondation Philipp-Morris permettent à Béjart de rouvrir à Lausanne l'École-atelier Mudra, qui dispense depuis cette date une formation complète de danseur sur deux années. Elle est une des écoles les plus prestigieuses dans le milieu de la danse classique et contemporaine.
En 1998, il est condamné pour plagiat, son spectacle Le Presbytère contenant une scène copiée de La Chute d'Icare du chorégraphe belge Frédéric Flamand.
Avant sa mort, Maurice Béjart a créé la Fondation Maurice-Béjart, qu'il a instituée héritière par testament de tous ses biens et en particulier des droits d'auteur sur ses œuvres (chorégraphie, livres, etc.). Par la gestion et les revenus de ces droits, la Fondation Maurice Béjart réunit les moyens financiers destinés à remplir les buts qu'a définis Maurice Béjart, soit de :
- contribuer financièrement à la formation de danseurs peu fortunés dans des écoles professionnelles de danse et de ballet,
- soutenir financièrement des artistes des milieux de la danse et du ballet tombés dans le besoin, de contribuer financièrement à des productions dans le domaine du ballet et de la danse,
- soutenir des compagnies de danse et de financer des projets de recherche médicale au profit d'hôpitaux et universités dont les travaux pourraient concerner particulièrement les danseurs.

### Demandes de naturalisation et mort
Bien qu'il ait quitté définitivement la Belgique en 1987, il lui reste profondément attaché. Un peu plus d'un mois avant sa mort, il a formé le projet de demander la naturalisation belge. À ce titre, Michel Robert révèle une lettre de Maurice Béjart destinée (mais jamais parvenue) au consulat de Belgique à Genève : « Si je demande aujourd'hui ma naturalisation belge, c'est parce que je me suis toujours senti proche de la Belgique, bien plus proche que de la France qui est pourtant le pays où je suis né. J'ai vécu en Belgique la plus longue période de ma vie, trente ans ! Je pense qu'aujourd'hui est venu le temps d'officialiser cette relation indéfectible. Que je puisse enfin lire dans les dictionnaires et les biographies qui me sont consacrés, Maurice Béjart, chorégraphe belge, c'est là mon souhait le plus sincère ». Bien qu'introduite auprès du Ministère des Affaires étrangères du Royaume de Belgique, cette demande de naturalisation fut éteinte par le décès du chorégraphe. 
En revanche, Maurice Béjart a demandé et obtenu en 2007 – peu avant son décès – la nationalité suisse. En raison du titre de « bourgeois (citoyen) d'honneur » de la ville de Lausanne précédemment octroyé, l'assentiment de la Confédération et du canton de Vaud lui a ainsi conféré la nationalité suisse. Il conserve également la nationalité française.
Malade depuis plusieurs années, il est hospitalisé à l'hôpital universitaire de Lausanne (CHUV), en novembre 2007 pour des affections cardiaques et rénales. Malgré tout, il suit les répétitions de son dernier spectacle Le tour du monde en 80 minutes, spectacle dont il ne verra pas la première. Il meurt dans la nuit du 22 novembre 2007, entouré de ses danseurs. Incinéré, ses cendres seront dispersées à sa demande sur les plages d'Ostende en Belgique, son pays d'adoption.

## Postérité
À l’annonce du décès de Maurice Béjart, le 22 novembre 2007, l’idée de créer une Maison Maurice Béjart en Belgique se fait jour rapidement. Fondation d'utilité publique créée à l'instigation du gouvernement belge en avril 2008 par Jacques De Decker, André Jaumotte et Michel Robert, la Maison Maurice Béjart (MBH) a pour but de promouvoir la postérité de l'œuvre du célèbre chorégraphe et la danse en général. C'est la maison où Béjart vécut pendant plus de vingt ans à Bruxelles. Son comité d'honneur est composé de personnalités belges et françaises parmi lesquelles l'acteur Daniel Auteuil, l'ancien Premier ministre belge Guy Verhofstadt et l'écrivain Éric-Emmanuel Schmitt.
En 2017, le chorégraphe Walid Aouni, qui travailla longtemps pour Maurice Béjart, est nommé commissaire artistique pour la Maison Maurice Béjart à l'occasion de la grande exposition « Béjart et le jardin des roses » en septembre 2017.

## Œuvres principales
- 1955 : Symphonie pour un homme seul (Paris)
- 1957 : Sonate à trois (Essen)
- 1958 : Orphée (Liège)
- 1959 : Le Sacre du printemps (Bruxelles)
- 1960 : Boléro (Bruxelles)
- 1961 : Les Quatre Fils Aymon (Bruxelles)
- 1962 : La Belle et la Bête (Bruxelles)
- 1964 : IXe Symphonie (Bruxelles)
- 1964 : La Damnation de Faust (Paris)
- 1966 : Roméo et Juliette (Bruxelles)
- 1967 : Messe pour le temps présent (Avignon)
- 1968 : Bhakti (Avignon)
- 1968 : Salomé (téléfilm, musique de Jean Prodomidès)
- 1971 : Chant du compagnon errant (Bruxelles)
- 1972 : Nijinski, clown de Dieu (Bruxelles)
- 1973 : Le Marteau sans Maître (La Scala de Milan)
- 1975 : Pli selon pli (Bruxelles)
- 1975 : Notre Faust (Bruxelles)
- 1976 : Heliogabale (Iran)
- 1976 : Isadora (Opéra de Monte-Carlo)
- 1976 : Le Molière imaginaire (Paris, Comédie-Française)
- 1977 : Petrouchka (Bruxelles)
- 1980 : Eros Thanatos (Athènes)
- 1982 : Wien, Wien, nur du allein (Bruxelles)
- 1983 : Messe pour le temps futur (Bruxelles)
- 1985 : Le Concours (Paris)
- 1986 : Arepo (Opéra de Paris)
- 1986 : Kabuki sur le thème des 47 rōnin
- 1987 : Souvenir de Léningrad (Lausanne)
- 1988 : Piaf (Tokyo)
- 1989 : 1789… et nous (Paris)
- 1990 : Ring um den Ring (Berlin)
- 1990 : Pyramide (Le Caire)
- 1991 : La Mort subite (Recklinghausen, Allemagne)
- 1991 : Tod in Wien (Vienne)
- 1992 : La Nuit (Lausanne)
- 1993 : Mr C… (Tokyo)
- 1995 : À propos de Shéhérazade (Berlin)
- 1997 : Le Presbytère… (Bruxelles)
- 1998 : Dialogue de l'Ombre double (Lausanne)
- 1999 : La Route de la soie (Lausanne)
- 1999 : Le Concours (Opéra de Paris) avec Claude Bessy qui se produit sur scène pour la première fois depuis sa retraite
- 2000 : Enfant-roi (Versailles)
- 2001 : Lumière (Lyon)
- 2001 : Tangos (Gênes)
- 2001 : Manos (Lausanne)
- 2001 : Brel-Barbara (Paris)
- 2002 : Mère Teresa et les enfants du monde
- 2003 : Ciao Federico, en hommage à Fellini
- 2005 : L’Amour - La Danse
- 2006 : Zarathoustra
- 2007 : Le Tour du monde en 80 minutes
- 2010 : Le Marteau sans maître, Dialogue de l’ombre double, Sonate pour deux pianos et percussions, Cinq mouvements pour quatuor à corde (Boulez, Bartok, Webern) Opéra de Paris

## Collaborateurs et interprètes
Le théâtre royal de la Monnaie avait, avant l'arrivée de Béjart à Bruxelles, une petite troupe de danseurs classiques avec pour étoiles Dolorès Laga et André Leclair. Le projet de Maurice Huisman étant de monter un Sacre du printemps qui dépasserait le niveau des chorégraphies précédentes, et la troupe de Béjart ne comportant que douze danseurs, Huisman engage une jeune troupe anglaise, le Western Theatre Ballet et les trois groupes fusionnent pour la création du Sacre. Plusieurs de ces danseurs constituent ensuite la base du Ballet du XXe siècle.
Pour améliorer le niveau technique de la compagnie, la direction de la Monnaie fait appel au Russe Assaf Messerer. Sur le plan musical, André Vandernoot va assurer des années durant la direction musicale des ballets.
Il a également collaboré avec la metteur en scène Anne Delbée.
Le Ballet du XXe siècle n'avait pas d'« étoiles » comme dans les autres grandes compagnies et le chorégraphe a éclipsé les artistes. Les danseuses et danseurs solistes qui lui ont permis de réaliser ses premiers ballets à Bruxelles et de connaître la notoriété sont :
- Jorge Donn, Patrick Belda, Antonio Cano, Germinal Casado, Jacques Sausin, Vittorio Biagi, Pierre Dobrievich, Jörg Lanner, Patrick Sarrazin, Daniel Lambo, Franky Arras, Paolo Bortoluzzi, André Leclair, Franco Romano, Jorge Lefebre, Victor Ullate, Jan Nuyts, Daniel Lommel, Niklas Ek, Micha van Hoecke  ,Patrice Touron,Gil Roman , Michel Gascard,Octavio de la Roza...
- Michèle Seigneuret, Mathé Souverbie, Tania Bari, Christine Teyssier, Tessa Beaumont, Menia Martinez, Dolorès Laga, Michèle Rimbold, Jaleh Kerendi, Louba Dobrievich, Nicole Raes, Andrée Marlière, Marie-Claire Carrié, Laura Proença, Nicole Floris, Paule Scamp, Lise Pinet, Nicole Karys, Duška Sifnios, Maina Gielgud, Hitomi Asakawa, Angèle Albrecht, Suzanne Farrell, Rita Poelvoorde, Kathryn Bradney, Shonach Mirk, Maguy Marin, Claude Mazodier...
- Elizabeth Cooper, collaboratrice musicale qui fut sa muse musicienne[23], remporta le Kritikerpreis de la presse berlinoise pour sa transcription du Ring de Richard Wagner.

## Distinctions
- Grand officier de l'ordre de la Couronne (1988), décerné par le roi des Belges, Baudouin.
- Commandeur de l'ordre des Arts et des Lettres (2003).
- Ordre du Soleil levant (1986), décerné par l'empereur du Japon Hirohito.
- Grand Officier de l'ordre de l'Infant Dom Henrique (1998)  décerné par le Président de la République portugaise Jorge Sampaio.

## Honneurs
- Maurice  Béjart a reçu le Grand prix national (français) pour la Musique en 1970 ;
- Il a été lauréat du prix Érasme en 1974 ;
- Il a été élu membre libre de l'Académie des beaux-arts française en 1994 au fauteuil occupé par Paul-Louis Weiller ;
- Il a été lauréat du prix de Kyoto en 1999 ;
- Maurice Béjart était également citoyen d'honneur de la ville de Bruxelles et Bourgeois d'honneur de la ville de Lausanne ;
- En 2006, il reçoit la Médaille d'or du mérite des beaux-arts par le Ministère de l'Éducation, de la Culture et des Sports espagnol[24] ;
- Maurice Béjart s'est vu, en 2008, dédier la station du métro de Lausanne Riponne-Maurice-Béjart qu'il aurait pu voir de la fenêtre de son appartement ;
- Il a été membre d'honneur du Club de Budapest[25].

## Ouvrages
- Préface de Roger Garaudy, Danser sa vie, Paris, Le Seuil, 1973 (ISBN 2-02-002024-6)
- (en) Toshirō Mayuzumi, Maurice Béjart, the Kabuki : the Tokyo Ballet, Tokyo, Japon, Shinshokan, 1986 (ISBN 4-403-02011-9).
- Maurice Béjart et Gaston Berger, La Mort subite, Paris, Librairie Séguier, 1991, 240 p. (ISBN 2-87736-168-3).
- Maurice Béjart, Béjart-theâtre : A-6-Roc, Paris, Éditions Plume, 1992, 125 p. (ISBN 2-7021-2143-8)
- Maurice Béjart, Un instant dans la vie d'autrui : mémoires, Paris, Flammarion, 1979, 289 p. (ISBN 2-08-064201-4).
- Maurice Béjart, Lettres à un jeune danseur, Paris, Actes Sud, 2001, 44 p. (ISBN 2-7427-3247-0)
- Maurice Béjart, Le Ballet des mots, Paris, Les Belles Lettres – Archimbaud, 1994, 497 p. (ISBN 2-251-44031-3)
- Maurice Béjart, La vie de qui ?, Paris, Flammarion, 1996, 279 p. (ISBN 2-08-066498-0)
- Maurice Béjart et Michel Robert, Conversations avec Maurice Béjart, Bruxelles, Renaissance du Livre.
- Maurice Béjart et Michel Robert (entretiens avec), Ainsi danse Zarathoustra : entretiens, Arles, Actes Sud, 2006, 203 p. (ISBN 2-7427-6189-6)
- Préface de Gilbert Serres, Grands portés de pas de deux, Meolans-Revel (Alpes-de-Haute-Provence, Éd. Désiris, 2007 (ISBN 978-2-915418-10-1 et 2-915418-10-1)